# Dendrocerus wollastoni
Dendrocerus wollastoni är en stekelart som först beskrevs av Alan Parkhurst Dodd 1920.  Dendrocerus wollastoni ingår i släktet Dendrocerus och familjen trefåresteklar. Inga underarter finns listade i Catalogue of Life.